# 水尾子
水尾子，原寫為水尾仔，是臺灣苗栗縣後龍鎮的一個傳統地域名稱，位於該鎮西北部。相較於今日行政區，其範圍大致包括水尾里、秀水里。

## 歷史
台灣清治末期至日治初期，水尾子地區為一街庄，稱為「水尾仔庄」，隸屬於苗栗一堡。該庄西北臨台灣海峽，東北與外埔庄為鄰，東南與大山腳庄為鄰，西南邊隔後龍溪與公司藔庄為界。
1901年（日治明治三十四年）11月，全台廢縣廳改設二十廳，該庄隸屬於苗栗廳。1909年（明治四十二年）10月，合併二十廳為十二廳，該庄改隸屬於新竹廳。1920年（大正九年），廢十二廳改設五州二廳，該庄改制並雅化為「水尾子」大字，隸屬於新竹州竹南郡後龍庄。
戰後後龍庄改制為後龍鄉，隸屬於新竹縣，大字亦改制為村。1950年桃、竹、苗分治，後龍鄉改隸屬於苗栗縣。1951年，後龍鄉升格為後龍鎮，村改制為里。

## 聚落
本地區發展較早的聚落為水尾仔，在日治期初期的官方地圖上已有記載。此外，本地區尚有蚯蚓堀、秀水、下水尾、水圳尾等聚落。

## 交通
省道台61線又稱「西部濱海快速公路」，是八里至安南的快速公路，大致以東北—西南走向蜿蜒經過本地區東部邊界地帶。由該道路向東北可前往竹南、香山並止於浸水橋北側，其後以省道台15線為代用道路；向西南可前往通霄白沙屯並中止快速公路路段，其後以省道台1線為代用道路。
縣道126號是外埔至獅潭永興的道路，大致以東北—西南走向轉西北—東南走向經過本地區。由該道路向東北可前往外埔並止於外埔大排南岸道路路口，向東南可前往後龍市區、頭屋、老田寮、獅潭並止於省道台3線路口。

## 學校
- 成功國小